# 대경문화예술고등학교
대경문화예술고등학교는 경상북도 경산시에 있는 대경대학교 부설로 설립된 고등학교 과정의 각종학교이다.

## 연혁
- 2014년 9월 1일 : 조기전공인재육성학교(UPAS) 개교
- 2018년 3월 1일 : 각종학교 인가[1]
- 2019년 3월 1일 : 대경문화예술고등학교로 변경